# Minnesängři
Minnesängři jsou skupina německých básníků z konce 12. století a z počátku 13. století, kteří ve své zemi aklimatizovali dvorskou poezii francouzského původu, zvanou Minnesäng.
Hlavními z nich jsou Dietmar von Aist (jeden nebo možná dva básníci druhé poloviny 12. století), Wolfram von Eschenbach (kolem r. 1170–1220), známější jako básník epický, Walther von der Vogelweide (kolem r. 1170–1230).
Jejich díla oslavují lásku (hornoněmecky Minne, původní smysl toho slova je „vzpomínka“), vyjadřují úctu a obdiv k dámě básníkových představ. Ideály rytířství a dvorné lásky jsou v nich kodifikovány vskutku obřadnou formou. Avšak na rozdíl od francouzských trobadorů minnesängři vynikali v jiných poetických žánrech, jako jsou písně lidové a náboženské a písně křižácké. Rozlišovalo se jaro (druhá polovina 12. století), léto (počátek 13. století) a podzim minnesangu , kdy se inspirace stává realističtější, venkovštější, didaktičtější, satiričtější (gnómický proud). Jedním z hlavních představitelů tohoto „vesnického“ proudu je Neidhart von Reuenthal (kolem r. 1180–1250), tvůrce „dvorské vesnické poezie“ (höfische Dorfpoesie), která se po něm změní v poezii obžernou (Fresslieder).
Nejslavnější rukopis minnesangu, Codex Manesse z počátku 14. století, je uchován v Heidelberku: obsahuje díla 139 básníků (včetně např. českého krále Václava II.) a 138 miniatur představujících minnesängry i s jejich erby, někdy ovšem smyšlenými.